# السالوادور در ۲۰۱۹
این مقاله شامل رویدادهای السالوادور در سال ۲۰۱۹ است.

## متصدیان
- رئیس‌جمهور: سالوادور سانچز سرن (تا ۱ ژوئن)، نجیب بقیله (از ۱ ژوئن)
- معاون رئیس‌جمهور: اسکار اورتیز (تا ۱ ژوئن)، فلیکس اولوآ (از ۱ ژوئن)

## رویدادها

### فوریه
- ۳ – انتخابات ریاست‌جمهوری السالوادور (۲۰۱۹)